# Simbolism

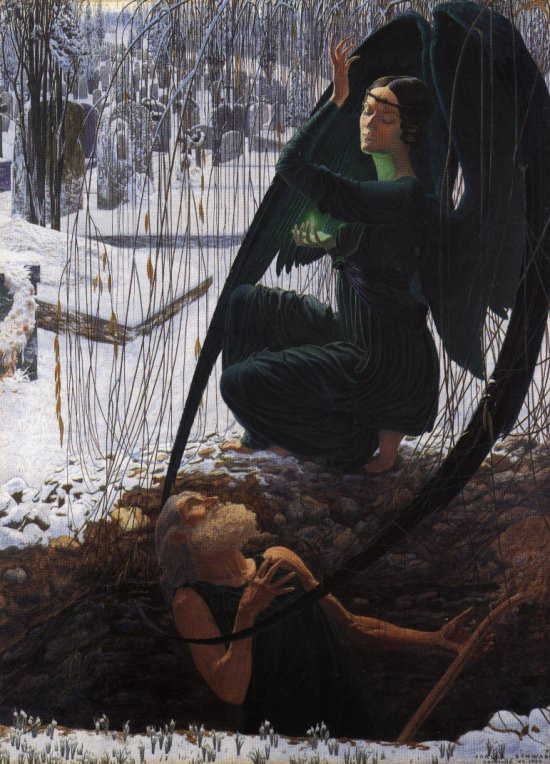
Moartea și Săpătorul de Morminte ("La Mort et le Fossoyeur", circa 1895) de Carlos Schwabe, e un compendiu vizual de motive simboliste. Îngerul Morții, zăpada impecabilă, și pozițiile dramatice ale personajelor, toate exprimă dorul simbolist de transfigurare „oriunde, în afara lumii”

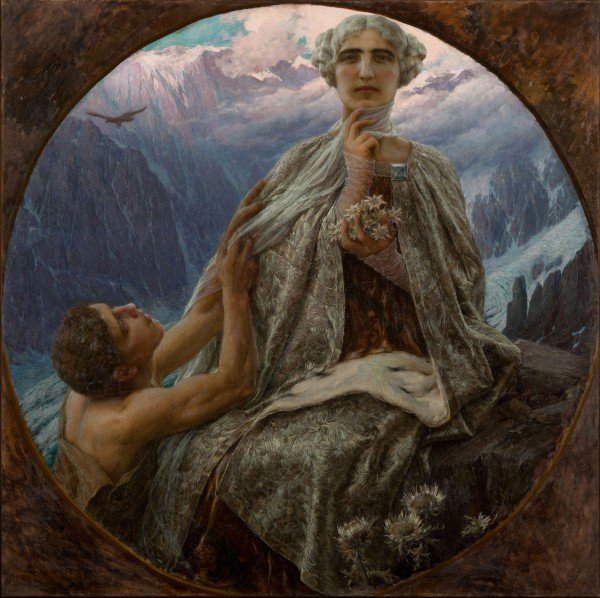
Lucrarea simbolistă „Culmea” a pictorului Cesare Saccaggi

Simbolismul a fost o mișcare artistică și literară de la sfârșitul secolului al XIX-lea, care se opunea romantismului,  naturalismului și parnasianismului și potrivit căreia valoarea fiecărui obiect și fenomen din lumea înconjurătoare poate fi exprimată și descifrată cu ajutorul simbolurilor. Tot prin simbolism se înțelege și modul de exprimare, de manifestare, propriu acestui curent.
Simbolismul a fost un curent literar născut în Franța în 1885 și răspândit apoi în toate literaturile europene. Anunțat prin unele laturi ale romantismului târziu (Novalis, Tieck, Edgar Allan Poe, Gérard de Nerval), dar mai ales prin poezia lui Baudelaire, simbolismul a apărut ca o reacție față de tendințele pozitiviste, de scientismul naturalist și de „obiectivismul parnasienilor.
Adesea se consideră că poeți ca Charles Baudelaire, Arthur Rimbaud și Paul Verlaine fac parte din acest curent, dar Stephane Mallarmé este cel care îl întruchipează cel mai bine în poezie.
Definit în sens strict, simbolismul reprezintă un cerc literar restrâns din care făceau parte poeți cum ar fi Stuart Merrill, Albert Samain și Jean Moréas. Ultimul a publicat manifestul mișcării în 1886, în ziarul Le Figaro.
Simbolism înseamnă și sistem de simboluri, reprezentare prin simboluri.

## Manifestul simbolist
În acel articol, Jean Moréas vorbește despre o artă care va fi inamica declamației, a didacticismului sau a falsei sensibilități și proclamă că poezia trebuie să sugereze, nu să descrie. La acestea adaugă folosirea cuvintelor rare, a metaforelor rafinate și prețioase și a versurilor impare ce ar permite reînnoirea limbajului poetic.
Deși simbolismul francez a durat foarte puțin, el a fertilizat poezia modernă, negând gândirea științifică, raționalistă. Pe drumul deschis de simbolism au pășit ulterior Arthur Rimbaud cu experiența clarviziunii, s-au născut tema lui Charles Baudelaire a corespondențelor și una din temele poeziei lui Stephane Mallarmé în care lumea întreagă e doar o imensă carte.
Dintre temele simboliste pot fi citate: impalpabilul, angoasele identitare ale Eului, imaginea femeii, decadența, arta pentru artă.
Manifestul simbolist a fost ulterior pus în versuri de Arthur Rimbaud, în poemul Les Voyelles („Vocalele”), un exemplu perfect de sinestezie literară, și Charles Baudelaire, în poemul Correspondances („Corespondențe”), în care natura este definită drept un "templu de simboluri".

## Trăsături
În opoziție cu retorismul romantismului, simbolismul preferă un ton mai intim și confesiv, iar spre deosebire de răceala și formalismul parnasianismului, se îndreaptă spre emoția și muzica interioară a ideii.
Are ca scop cultivarea celor 3 S-uri: simbolul, sinestezia, sugestia. Prin simbol, cuvintele capătă altă semnificație ("Plumbul" din poeziile bacoviene capătă înțelesul greutății, apăsării sufletești, și nu mai reprezintă un element chimic). Sugestia este constituită din stări sufletești nedefinite. O altă trăsătură specifică este muzicalitatea versurilor și a ideilor. Aceasta este dată de repetarea unui cuvânt, a unei sintagme sau a unui vers (formându-se astfel refrenul). Simbolismul se diferențiază de celelalte mișcări literare prin cultivarea versului liber și a corespondenței între senzații diferite: auditive, vizuale, olfactive, motorii.
Pictorii simboliști au folosit simboluri din mitologie și vise imaginare pentru un limbaj vizual al sufletului. Simbolismul a fost mai mult o menifestare ideologică internațională decât vreun curent artistic. Simboliștii credeau că, prin artă, ar trebui să se înțeleaga mai multe adevăruri absolute care pot fi accesate doar în mod indirect. Astfel, ei au pictat scene din natură, activitatea oamenilor și toate celelalte fenomene reale din lume într-o manieră metaforică și sugestivă. Ei au furnizat imagini particulare sau obiecte de atracție ezoterică.
Reprezentanți simboliști români ai artelor plastice: Octavian Smigelschi, Mihail Simonidi, Apcar Baltazar, Ion Theodorescu-Sion. 
Scriitori simboliști români ori creații simboliste de-ale lor: Mateiu Caragiale, George Bacovia, Dumitru Karnabatt, Tristan Tzara, Tudor Arghezi.  

## Baudelaire
| Franceză | Română |
| --- | --- |
| Correspondances | Corespondențe (traducerea lui Al. Philippide și Ion Gorun) |
| La Nature est un temple où de vivants piliers. Laissent parfois sortir de confuses paroles; L'homme y passe à travers des forêts de symboles Qui l'observent avec des regards familiers. Comme de longs échos qui de loin se confondent Dans une ténébreuse et profonde unité, Vaste comme la nuit et comme la clarté, Les parfums, les couleurs et les sons se répondent. II est des parfums frais comme des chairs d'enfants, Doux comme les hautbois, verts comme les prairies, - Et d'autres, corrompus, riches et triomphants, Ayant l'expansion des choses infinies, Comme l'ambre, le musc, le benjoin et l'encens, Qui chantent les transports de l'esprit et des sens. | Natura e un templu ai cărui stâlpi trăiesc Și scot adesea tulburi cuvinte, ca-ntr-o ceață; Prin codri de simboluri petrece omu-n viață Și toate-l cercetează c-un ochi prietenesc. Ca lungi ecouri unite-n depărtare Într-un acord în care mari taine se ascund, Ca noaptea sau lumina, adânc, fără hotare, Parfum, culoare, sunet se-ngână și-și răspund. Sunt proaspete parfumuri ca trupuri de copii, Dulci ca un ton de flaut, verzi ca niște câmpii, - Iar altele bogate, trufașe, prihănite, Purtând în ele-avânturi de lucruri infinite, Ca moscul, ambra, smirna, tămâia care cântă Tot ce vrăjește mintea și simțurile-ncântă. |

| Franceza | Româna |
| --- | --- |
| Les Voyelles | Vocalele (traducere neoficială)                                                                                          |
| O, suprême Clairon plein des strideurs étranges, Silence traversés des Mondes et des Anges: - O l'Oméga, rayon violet de Ses Yeux! | O, Clairon suprem, care fuge enigmatic, Tăcerea străbătută de Lumi și de Îngeri: - O, Omega, raza violetă a Ochilor Săi! |

## Simbolismul în literatura română
Așa cum precizează George Călinescu, în România revista care a  militat  sistematic pentru simbolism este  Vieața nouă a filologului Ovid Densușianu, căruia în ciuda îngustimilor critice, trebuie să i se recunoască meritul unei lărgiri a conștiinței estetice. Acesta înțelegea arta ca un exercițiu pur, pe deasupra oricărei direcții practice și ca o îndeletnicire a unei elite, specializate în întruparea idealurilor înalte de cultură, nicidecum a simplei țărănimi sănătoase. Avea noțiunea de poezie pură, de vreme ce repudia sentimentul. Densușianu a scris, în sprijinul „decadentismului”, numeroase articole despre Remy de Gourmont, Henry de Régnier, Emile Verhaeren.